# Alambrista!
Alambrista! (bra Alambrista!) é um filme norte-americano de 1977, do gênero drama, dirigido por Robert M. Young.

## Sinopse
O jovem Ambriz atravessa ilegalmente a fronteira do México com os Estados Unidos para viver o sonho americano, mas se depara com a realidade de exploração e preconceitos.[carece de fontes?]

## Elenco
- Domingo Ambriz
- Trinidad Silva
- Linda Gillin
- Ned Beatty
- Julius Harris
- Ludevina Méndez Salazar
- Edward James Olmos